# Ellery Clark
Ellery Harding Clark (13. marts 1874 i East Roxbury, Massachusetts – 17. februar 1949 ved Hingham, Massachusetts) var en amerikansk atlet.
Clark blev olympisk mester to gange 1896 i Athen under de første olympiske lege i moderne tid. Han vandt både højdespring og længdespring.  I længdespringskonkurrencen vandt han med et spring på 6,35 og i højdespring med et spring på 1,81. Han er den eneste atlet som er olympisk mester i både højde- og længdespring. Han deltog også i kuglestød men han kom ikke blandt de fire bedste ud af de syv som deltog i kuglestødskonkurrencen.

## Olympiske medaljer
- Guld 1896 Længdespring 6,35
- Guld 1896 Højdespring 1,81

## Personlige rekorder
- Højdespring: 1,81 (1896)
- Længdespring: 6,60 (1897)